# Veitlissengraben
Der Veitlissengraben ist ein Bach im 13. Wiener Gemeindebezirk Hietzing. Er ist ein Zubringer des Marienbachs.

## Verlauf
Der Veitlissengraben hat eine Länge von 770 m bei einer Höhendifferenz von 95 m. Sein Einzugsgebiet ist 1,4 km² groß.
Der Bach entspringt wie der Schallautzergraben südlich des Hagenbergs im Lainzer Tiergarten, von wo aus er ostwärts verläuft. Er verlässt den Lainzer Tiergarten durch einen Durchlass in der Tiergartenmauer beim Adolfstor. Dann fließt er im Bezirksteil Ober St. Veit unter dem Adolfstorsteg, einer 6 m langen und 2 m breiten Fußgeherbrücke aus Beton. Ab der Veitlissengasse wird der Veitlissengraben als Bachkanal geführt. Er mündet am Ende der Gasse unterirdisch in den Marienbach.
Der Veitlissengraben führt nur periodisch Wasser. Es besteht eine geringe Gefahr von Überflutungen. Im Fall eines Jahrhunderthochwassers sind in geringem Ausmaß Infrastruktur und in höherem Ausmaß Wohnbevölkerung betroffen.

## Geschichte
Veitlissen ist ein historischer Flurname. Er leitet sich vom Ortsnamen (Ober) St. Veit und dem mittelalterlichen Begriff Lüssen her.
Der Adolfstorsteg wurde 1968 erbaut.